# Polenlager Eich (Rheinhessen)
Das Polenlager Eich war ein Arbeitsgefangenenlager des nationalsozialistischen Deutschlands in Eich, damals Landkreis Worms im Volksstaat Hessen. Es wurde als Außenlager des Lagers Rollwald eingerichtet und ab dem 1. Juni 1942 als für polnische Strafgefangene bestimmtes Stammlager III des Lagerkomplexes Rodgau-Dieburg geführt. Mit dem Ende des Zweiten Weltkriegs wurde es aufgelöst.

## Geschichte
Das Lager wurde zu einem  unbekannten Zeitpunkt nach 1938 als Außenlager des Lagers Rollwand auf dem Gelände eines ehemaligen Reichsarbeitsdienstlagers am südöstlichen Ortsrand von Eich eingerichtet. Die Häftlinge wurden zunächst für Meliorations- und Entwässerungsarbeiten im Altrheingebiet eingesetzt, später auch für Baumaßnahmen und die Deutsche Reichsbahn.
Nachdem im Dezember 1941 die Polenstrafrechtsverordnung erlassen worden war, wurde das Lager für den sogenannten „Polenstrafvollzug“ bestimmt. Das erweiterte Lager und die fünf ihm zugeordneten Außenlager wurden zum 1. Juni 1942 mit 409 polnischen Strafgefangenen belegt und die bislang dort inhaftierten Gefangenen aus Deutschland und Österreich wurden in andere Lager verlegt.
Ab 1943 waren in Eich wieder Strafgefangene aus anderen Herkunftsländern inhaftiert, unter anderem aus Frankreich.
In dem der Generalstaatsanwaltschaft Darmstadt unterstellten Lager wurde die Arbeitskraft der Gefangenen umfangreich ausgebeutet, gleichzeitig waren Lebensmittelversorgung und hygienische Bedingungen unzureichend, was zu zahlreichen Todesfällen führte. Nach Erkenntnissen der Gemeinde Eich wurden auf dem Lagerfriedhof mindestens 61 Zwangsarbeiter beerdigt, womit das Polenlager Eich mit seinen Außenlagern die höchste Sterberate im Lagerkomplex Rodgau-Dieburg hatte.

## Außenlager
1942 waren dem Polenlager Eich fünf Außenlager zugeordnet, in Abenheim, Biblis, Groß-Rohrheim, Monsheim und Viernheim. Das für polnische Frauen bestimmte Lager in Groß-Rohrheim wurde 1943 dem Stammlager I in Dieburg zugeordnet.